# Смирнов, Иван Михайлович (Герой Советского Союза)
Иван Михайлович Смирнов (1921—1944) — старший сержант Рабоче-крестьянской Красной Армии, участник Великой Отечественной войны, Герой Советского Союза (1945). Командир отделения 103-го отдельного моторизованного понтонно-мостового батальона 1-й понтонно-мостовой бригады 46-й армии 3-го Украинского фронта.

## Биография
Иван Смирнов родился в 1921 году в крестьянской семье. Помогал родителям в поле, а также работал в колхозе. Окончил начальную школу. Участвовал в строительстве завода в Нижнем Новгороде.
В 1941 году был призван в Красную Армию. Под огнём противника наводил мосты, переправлял войска и колонны боевой техники. Участник Сталинградской битвы. Был награждён орденом Красной Звезды за форсирование Днепра.
Отличился в боях при форсировании Дуная. 5 декабря 1944 года был тяжело ранен при переправе пушек через реку в Венгрии. В обратном пути скончался от полученных ранений.
Указом Президиума Верховного Совета СССР от 24 марта 1945 года за «образцовое выполнение боевых заданий командования на фронте и проявленные при этом мужество и героизм» старший сержант Иван Смирнов был удостоен высокого звания Героя Советского Союза (посмертно). Так же посмертно был награждён Орденом Ленина.
Похоронен в венгерском селе Сегетцен. В деревне Починок на доме Героя установлена мемориальная доска.